# Cai, Cai, Balão
Cai, Cai, Balão é o título da canção de 1933 do compositor Assis Valente e gravada originalmente em dueto por Francisco Alves em parceria com a então desconhecida Aurora Miranda, sendo esta sua gravação de estreia.
A canção foi a primeira música tipicamente junina gravada, e foi lançada a 22 de maio de 1933 pela gravadora Odeon sob o número 11.018.
Para J. Severiano e Z. H. D. Mello a música popular brasileira do pós-guerra atravessava um processo transitório e modernizador, de adaptação cultural onde vários gêneros foram criados (como o samba): "Ao contrário do samba, um produto mestiço, resultante da fusão da melodia e harmonia europeias com a rítmica afro-brasileira, a marchinha é uma descendente da polca-marcha, que incorpora algumas características das marchas portuguesas e de certos ritmos americanos, em moda na ocasião." Assis Valente iria inovar novamente naquele ano, ao lançar uma música natalina com "Boas Festas", após ter sido provavelmente o primeiro compositor do país a fazê-lo no estilo junino (seguida por "Chegou a Hora da Fogueira", de Lamartine Babo).

## Letra
O refrão (bem como o título) repete o verso de tradicional cantiga de roda – "cai, cai, balão" – que já havia sido usado no poema "Na Rua do Sabão", de Manuel Bandeira.
A letra original de Assis Valente traz os seguintes versos (excerto):
"Cai, cai, balão! Você não deve de subir

Quem sobe muito, cai depressa sem sentir

A ventania de tua queda vai zombar

Cai, cai, balão! Não deixe o vento te levar

Numa noite de fogueira enviei a São João

O meu sonho de criança num formato de balão

Mas o vento da mentira derrubou sem piedade

O balão de meu destino na cruel realidade"

(...)